# Paul J. Kelly
Paul Joseph Kelly (* 26. Juni 1915 in Riverside, Kalifornien; † 10. Juli 1995 in Santa Barbara, Kalifornien) war ein US-amerikanischer Mathematiker.

## Leben
Kelly studierte an der University of California, Los Angeles (mit dem Bachelor- und Master-Abschluss) und wurde 1942 an der University of Wisconsin bei Ralph Langer promoviert (On isometric transformations). Im Zweiten Weltkrieg war er drei Jahre Leutnant in der US Air Force. 1946 wurde er Instructor an der University of Southern California und ab 1949 war er an der University of California, Santa Barbara (UCSB), wo er Professor wurde und den Rest seiner Karriere bis zur Emeritierung 1982 war. 1957 bis 1962 stand er der Mathematik-Fakultät vor und war in dieser Zeit für die Installierung des Graduiertenprogramms für Mathematik verantwortlich.
1955/56 war er am Institute for Advanced Study.

## Werk
Er befasste sich vor allem mit Geometrie, Topologie und Graphentheorie. Dabei veröffentlichte er auch mit Paul Erdős.
In der Theorie konvexer Körper bewies er einen von Tommy Bonnesen und Werner Fenchel im Fall des n-dimensionalen euklidischen Raums bewiesenen Satz über die Äquivalenz von konvexen Körpern konstanter Breite mit ganzen Untermengen (Entire Subsets) für den n-dimensionalen Minkowskiraum. 1945 bewies er einen Spezialfall einer Vermutung von Stanislaw Ulam über die Frage, wann Isometrien von Produktmengen metrischer Räume E × E und F × F solche von E und F nach sich ziehen.
Von ihm und Stanislaw Ulam stammt die Rekonstruktionsvermutung für Graphen (Graph reconstruction conjecture). Sie besagt, dass ein Graph G mit mindestens drei Knoten durch die Untergraphen eindeutig bestimmt wird, bei denen jeweils ein Knoten von G entfernt wurde. Kelly bewies die Vermutung für Bäume. Im Allgemeinen ist die Vermutung offen.
Er veröffentlichte eine Monographie über Projektive Geometrie (mit Herbert Busemann) und schrieb Schulbücher über Geometrie. Er übersetzte auch mit Lewis Walton das Buch über konvexe Figuren von Wladimir Boltjanski und Isaak Jaglom aus dem Russischen.

## Schriften
- mit Herbert Busemann Projective Geometry and Projective Metrics, Academic Press 1953, Dover 2006
- mit Max L. Weiss Geometry and Convexity: a study in mathematical methods, Wiley 1979, Dover 2009
- mit Gordon Matthews  The non-Euclidean, hyperbolic plane: Its structure and consistency, Springer Verlag 1981
- mit Norman E. Ladd Geometry, Chicago: Scott, Foresman 1965
- mit Norman E. Ladd Analytic Geometry, Scott, Foresman 1968
- mit Ernst G. Strauss Elements of Analytic Geometry, Glenview: Scott, Foresman 1970
- mit Ernst G. Strauss Elements of analytic geometry and linear transformations, Scott, Foresman 1970